# Oecetis vanaprachta
Oecetis vanaprachta är en nattsländeart som beskrevs av Schmid 1995. Oecetis vanaprachta ingår i släktet Oecetis och familjen långhornssländor. Inga underarter finns listade i Catalogue of Life.